# ФК Бари Таун
ФК Бари Таун (на английски: Barry Town Football Club; на уелски: Clwb Pêl-droed Tref y Bari, Клуб Пеел-дройд Трев ъ Бари) е уелски футболен клуб, базиран в едноименния град Бари. Играе мачовете си на стадион „Дженър Парк“ с капацитет 3500 зрители.
Отборът на Бари Таун е седемкратен шампион по футбол на Уелската висша лига, което представлява рекорд на Уелс към 2010 г. От сезон 1997/98 до сезон 2003/04 е представител на Уелс в Шампионската лига на Европа.

## Успехи
- Уелска висша лига:
  -  Шампион (7): 1995/96, 1996/97, 1997/98, 1998/99, 2000/01, 2001/02, 2002/03
  -  Второ място (1): 1999/2000
  -  Трето място (1): 2018/19
- Купа на Уелс:
  -  Носител (6): 1954/55, 1993/94, 1996/97, 2000/01, 2001/02, 2002/03
  -  Финалист (1): 1995/96
- Купа на лигата:
  -  Финалист (2): 2000/01, 2016/17
- FAW Premier Cup:
  - 1/2 финалист (3): 1999/2000, 2000/01, 2001/02
- Welsh League Division One:
  -  Шампион (9): 1926/27, 1982/83, 1983/84, 1984/85, 1985/86, 1986/87, 1988/89, 1993/94, 2016/17
- Welsh League Division Two:
  -  Шампион (3): 1951/52, 1957/58, 2014/15
- Welsh League Division Three:
  -  Шампион (1): 2013/14
- Южна лига на Англия:
  -  Шампион (1): 1920/21
- Welsh Football League Division One:
  -  Шампион (1): 2016/17
- Welsh Football League Division Two:
  -  Шампион (1): 2014/15

Най-сериозното представяне на Бари Таун в европейските клубни турнири датира от сезон 2001/02. Тогава клубът участва във втория предварителен кръг на Купата на европейските шампиони, където отстранява азербайджанския Шамкир, преди да бъде елиминиран от Порто с общ резултат 3:9.